# Sture Grahn
Bror „Sture“ Ragnvald Grahn (* 24. Mai 1932 in Lycksele, Västerbottens län; † 14. August 2024 in Timrå) war ein schwedischer Skilangläufer, der in den 1950er und 1960er Jahren aktiv war.

## Werdegang
Grahn, der für den Lycksele IF startete, errang bei den Olympischen Winterspielen 1956 in Cortina d’Ampezzo den zehnten Platz über 50 km. Bei den Nordischen Skiweltmeisterschaften 1958 in Lahti  gewann er die Goldmedaille mit der Staffel. Zudem belegte er jeweils den 18. Platz über 15 km und über 30 km und den 12. Rang über 50 km. Ebenfalls im Jahr 1958 siegte er bei den schwedischen Meisterschaften über 15 km. Im folgenden Jahr und im Jahr 1961 kam er beim Wasalauf auf den zweiten Platz. Bei den Nordischen Skiweltmeisterschaften 1962 in Zakopane wurde er erneut Weltmeister mit der Staffel. Im selben Jahr siegte er bei den Svenska Skidspelen mit der Staffel und bei den schwedischen Meisterschaften über 15 km. Er war mit der ehemaligen Skilangläuferin Barbro Martinsson verheiratet.

## Erfolge
- Nordische Skiweltmeisterschaften 1958 in Lahti: Gold mit der Staffel
- Nordische Skiweltmeisterschaften 1962 in Zakopane: Gold mit der Staffel